# Triplaris vestita
Triplaris vestita är en slideväxtart som beskrevs av Henry Hurd Rusby. Triplaris vestita ingår i släktet Triplaris och familjen slideväxter. Inga underarter finns listade i Catalogue of Life.